# NGC 3733
NGC 3733 (również PGC 35797 lub UGC 6554) – galaktyka spiralna z poprzeczką (SBc), znajdująca się w gwiazdozbiorze Wielkiej Niedźwiedzicy. Odkrył ją William Herschel 14 kwietnia 1789 roku.
W galaktyce tej zaobserwowano supernową SN 1980D.